# Green Green Grass of Home
Green Green Grass of Home ist das 45. Studioalbum des österreichischen Schlagersängers Freddy Quinn, das 1989 im Musiklabel Ariola Express auf Kompaktkassette (Nummer: 495 693-215) erschien. Das Album konnte sich nicht in den deutschen Albumcharts platzieren. Singleauskopplungen wurden keine produziert.

## Titelliste
Das Album beinhaltet folgende zwölf Titel:
- Seite 1

1. Green Green Grass of Home (im Original als Green, Green Grass of Home von Johnny Darrell, 1965[3])
2. The Yellow Rose of Texas (im Original ein Volkslied[4])
3. Oh My Darling Clementine (im Original als My Darling Clementine von Percy Montrose geschrieben, 1884[5])
4. It’s Country Time
5. Home on the Range (von Brewster M. Higleys und Daniel E. Kelly geschrieben, 1873)
6. Carry Me Back To Old Virginny (im Original von James A. Bland geschrieben, 1878[6])

- Seite 2

1. Oh, Susanna (im Original als Oh! Susanna von Stephen Foster geschrieben, 1848[7])
2. Yesterday’s Memories (geschrieben von Lee Bless und Tim Ward[8])
3. Tennessee Teardrops (geschrieben von Tim Ward[9])
4. Take Me Home Country Roads (im Original als Take Me Home, Country Roads von John Denver with Fat City, 1971[10])
5. Old Smoky (im Original als On Top Of Old Smokey ein Volkslied[11])
6. Look What Love Has Done (geschrieben von Chris Kingsley[12])